# ボブ・ゲレン
ロバート・ピーター・ゲレン（Robert Peter Geren, 1961年9月22日 - ）は、アメリカ合衆国カリフォルニア州サンディエゴ出身の元プロ野球選手（捕手）。右投右打。現在はMLBのロサンゼルス・ドジャースでフィールド・コーディネーターを務める。

## 経歴

### 現役時代

#### プロ入りとマイナー時代
1979年のMLBドラフト1巡目（全体24位）でサンディエゴ・パドレスからで指名され、プロ入り。
1980年12月10日にセントルイス・カージナルスへトレードで移籍した。

#### ヤンキース時代
1985年11月17日にニューヨーク・ヤンキースへFA移籍。マイナーリーグで10年間を過ごした。
1988年5月17日のシアトル・マリナーズ戦でメジャーデビュー。
1991年にチームの正捕手として110試合に出場し、打率.213、8本塁打、31打点を記録した。

#### レッドソックス傘下時代
1991年12月2日にウェイバー公示を経てシンシナティ・レッズへ移籍したが、レッズは1992年3月17日にゲレンを自由契約とした。その後、4月16日にボストン・レッドソックスと契約。同年、メジャーに昇格することなくレッドソックス傘下のマイナー球団でプレーした。

#### パドレス時代
1992年12月2日にパドレスへFA移籍。
1993年は、58試合に出場。シーズン終了後にFAとなったが、その後は契約に至らずに引退。

### 引退後
現役引退後、1995年にA-級ユーティカ・ブルーソックス、1996年にルーキー級ガルフ・コーストリーグ・レッドソックス、1998年にA+級サラソタ・レッドソックスと、3年間レッドソックス傘下のマイナー球団で監督を務めた。
1999年から2002年にかけてオークランド・アスレチックス傘下のマイナー球団の監督を務めた。
1999年はA+級モデスト・ナッツの監督を務め、カリフォルニアリーグの最優秀監督に選出された。

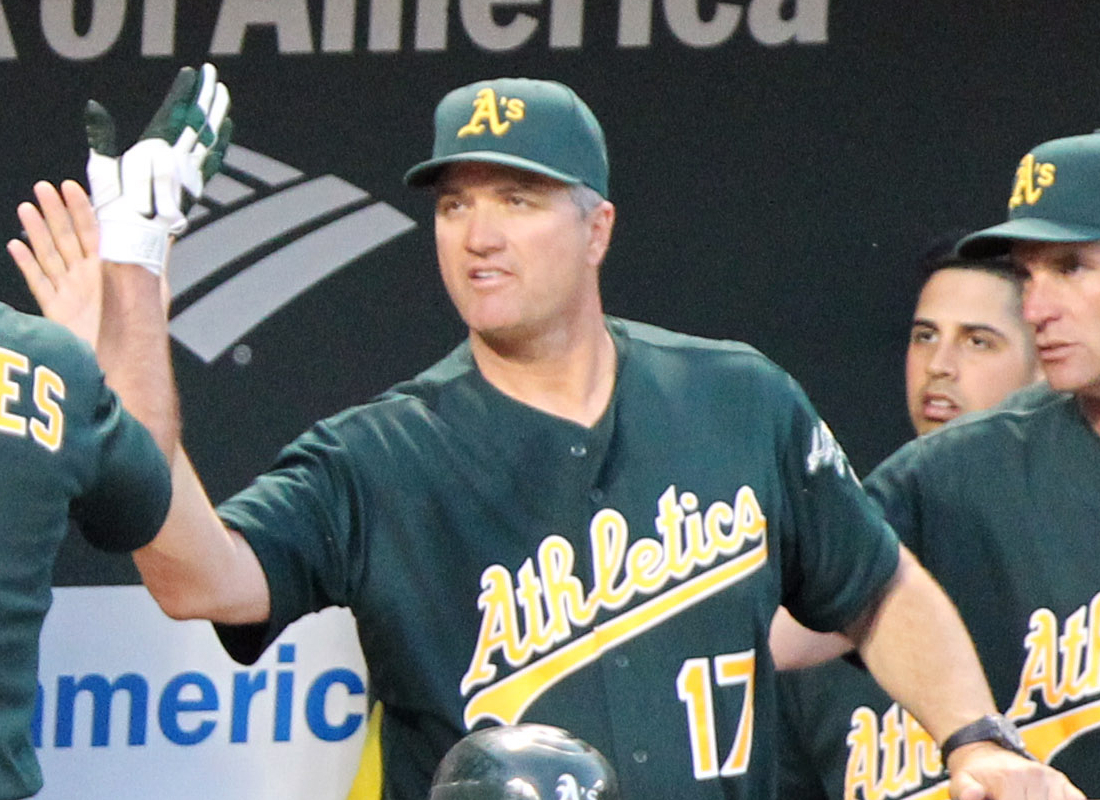
2011年6月6日

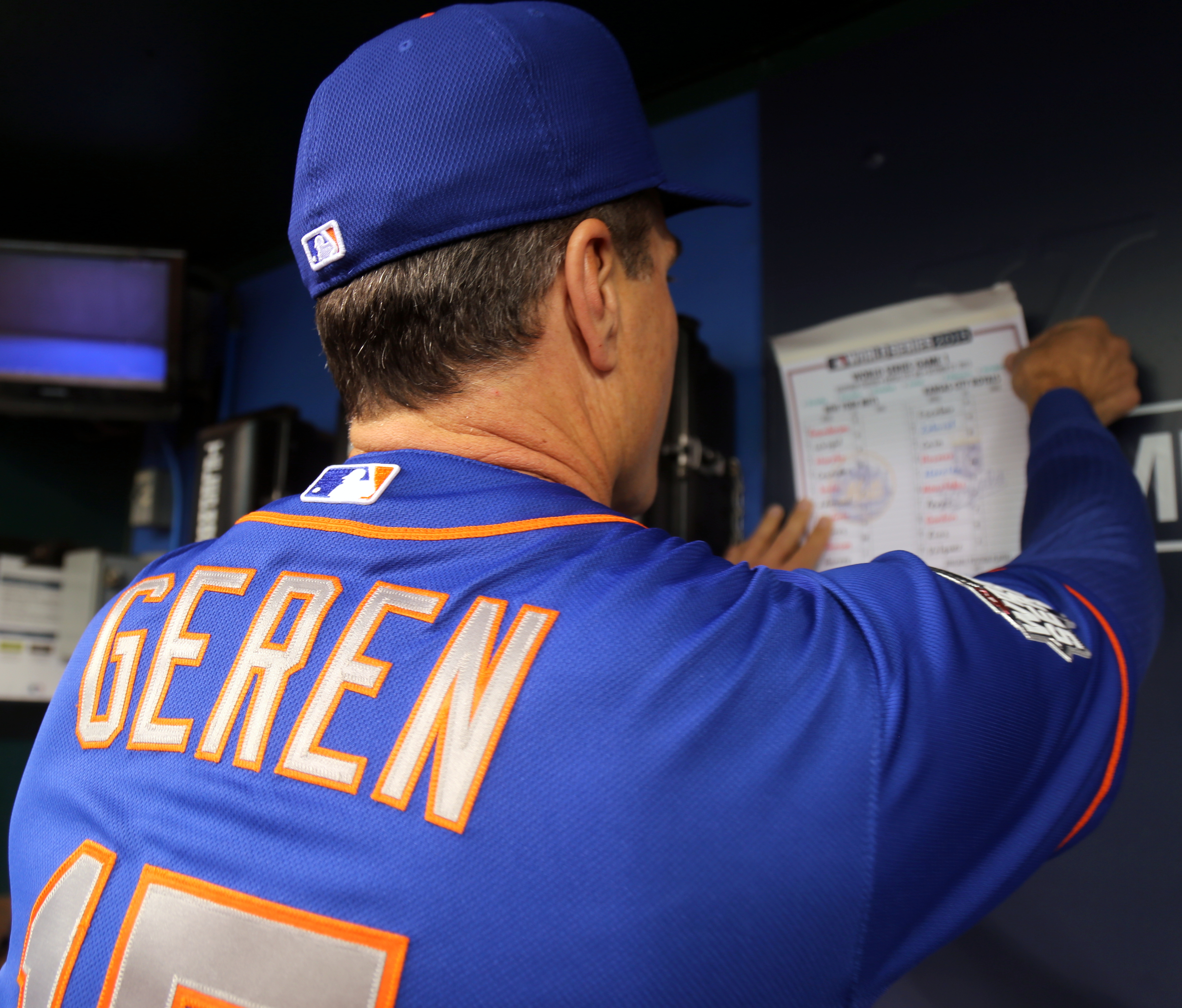
2015年10月27日

2000年から2002年にかけてAAA級サクラメント・リバーキャッツで監督を務めた。
2003年から2006年にかけてアスレチックスでブルペンコーチ（2003年から2005年まで）とベンチコーチ（2006年のみ）を務めた。
2006年11月17日にケン・モッカに代わり、2年契約（3年目はオプション）でアスレチックスの監督に就任。
2007年は76勝86敗とチームは9年ぶりに負け越した。
2008年も75勝86敗と負け越した。
2009年のオプションを行使し、2009年3月24日には2010年（2011年はオプション）まで契約を延長した。
2011年6月9日、監督を解任される。後任は、ボブ・メルビンに決まった。
2012年から2015年までニューヨーク・メッツのベンチコーチを務めた。
2016年よりロサンゼルス・ドジャースのベンチコーチに就任し、2022年まで7年間務めた。
2023年よりドジャースのフィールド・コーディネーターに就任した。

## 詳細情報

### 年度別打撃成績
| 年 度    | 球 団    | 試 合 | 打 席 | 打 数 | 得 点 | 安 打 | 二 塁 打 | 三 塁 打 | 本 塁 打 | 塁 打 | 打 点 | 盗 塁 | 盗 塁 死 | 犠 打 | 犠 飛 | 四 球 | 敬 遠 | 死 球 | 三 振 | 併 殺 打 | 打 率 | 出 塁 率 | 長 打 率 | O P S |
| -------- | -------- | ----- | ----- | ----- | ----- | ----- | -------- | -------- | -------- | ----- | ----- | ----- | -------- | ----- | ----- | ----- | ----- | ----- | ----- | -------- | ----- | -------- | -------- | ----- |
| 1988     | NYY      | 10    | 12    | 10    | 0     | 1     | 0        | 0        | 0        | 1     | 0     | 0     | 0        | 0     | 0     | 2     | 0     | 0     | 3     | 0        | .100  | .250     | .100     | .350  |
| 1989     | NYY      | 65    | 225   | 205   | 26    | 59    | 5        | 1        | 9        | 93    | 27    | 0     | 0        | 6     | 1     | 12    | 0     | 1     | 44    | 10       | .288  | .329     | .454     | .782  |
| 1990     | NYY      | 110   | 303   | 277   | 21    | 59    | 7        | 0        | 8        | 90    | 31    | 0     | 0        | 6     | 2     | 13    | 1     | 5     | 73    | 7        | .213  | .259     | .325     | .584  |
| 1991     | NYY      | 64    | 140   | 128   | 7     | 28    | 3        | 0        | 2        | 37    | 12    | 0     | 1        | 3     | 0     | 9     | 0     | 0     | 31    | 5        | .219  | .270     | .289     | .559  |
| 1993     | SD       | 58    | 162   | 145   | 8     | 31    | 6        | 0        | 3        | 46    | 6     | 0     | 0        | 4     | 0     | 13    | 4     | 0     | 28    | 4        | .214  | .278     | .317     | .596  |
| MLB：5年 | MLB：5年 | 307   | 842   | 765   | 62    | 178   | 21       | 1        | 22       | 267   | 76    | 0     | 1        | 19    | 3     | 49    | 5     | 6     | 179   | 26       | .233  | .283     | .349     | .632  |

### 年度別守備成績
捕手守備
| 年 度 | 球 団 | 捕手（C） | 捕手（C） | 捕手（C） | 捕手（C） | 捕手（C） | 捕手（C） |
| 年 度 | 球 団 | 試 合     | 刺 殺     | 補 殺     | 失 策     | 併 殺     | 守 備 率  |
| ----- | ----- | --------- | --------- | --------- | --------- | --------- | --------- |
| 1988  | NYY   | 10        | 18        | 3         | 0         | 0         | 1.000     |
| 1989  | NYY   | 60        | 308       | 24        | 3         | 4         | .991      |
| 1990  | NYY   | 107       | 487       | 55        | 4         | 5         | .993      |
| 1991  | NYY   | 63        | 255       | 18        | 3         | 2         | .989      |
| 1993  | SD    | 49        | 251       | 26        | 2         | 6         | .993      |
| MLB   | MLB   | 289       | 1319      | 126       | 12        | 17        | .992      |

内野守備
| 年 度 | 球 団 | 一塁（1B） | 一塁（1B） | 一塁（1B） | 一塁（1B） | 一塁（1B） | 一塁（1B） | 三塁（3B） | 三塁（3B） | 三塁（3B） | 三塁（3B） | 三塁（3B） | 三塁（3B） |
| 年 度 | 球 団 | 試 合      | 刺 殺      | 補 殺      | 失 策      | 併 殺      | 守 備 率   | 試 合      | 刺 殺      | 補 殺      | 失 策      | 併 殺      | 守 備 率   |
| ----- | ----- | ---------- | ---------- | ---------- | ---------- | ---------- | ---------- | ---------- | ---------- | ---------- | ---------- | ---------- | ---------- |
| 1993  | SD    | 1          | 1          | 0          | 0          | 0          | 1.000      | 1          | 0          | 3          | 0          | 0          | 1.000      |
| MLB   | MLB   | 1          | 1          | 0          | 0          | 0          | 1.000      | 1          | 0          | 3          | 0          | 0          | 1.000      |

### 背番号
- 57（1988年 - 同年途中）
- 58（1988年途中 - 同年終了）
- 53（1989年 - 1991年、2006年 - 2007年）
- 17（1993年、2008年 - 2011年）
- 52（2003年 - 2005年）
- 7（2012年 - 2014年）
- 15（2015年）
- 8（2016年 - 2018年7月19日、2019年）
- 16（2018年7月20日 - 同年終了）
- 88（2020年 - ）